# Марчуки 2
Марчуки́ 2-е — деревня в Ряжском районе Рязанской области, входит в состав Журавинского сельского поселения.

## География
Расположена на берегу реки Ранова в 16 км на запад от центра поселения села Журавинка, в 27 км на юго-запад от райцентра Ряжск.

## История
В XIX — начале XX века деревня входила в состав Боровской волости Скопинского уезда Рязанской губернии. В 1906 году в деревне было 197 дворов.
С 1929 года деревня являлось центром Марчуковского-2 сельсовета Ряжского района Рязанского округа Московской области, с 1935 года — в составе Желтухинского района, с 1937 года — в составе Рязанской области, с 1956 года — в составе Ряжского района, с 2005 года — в составе Шелемишевского сельского поселения.

## Население
| 1859 | 1897 | 1906  | 2010 |
| ---- | ---- | ----- | ---- |
| 107  | ↗939 | ↗1365 | ↘275 |

## Инфраструктура
В деревне имеются Марчуковская основная общеобразовательная школа, отделение связи, фельдшерско-акушерский пункт.